# Rue Benouville
Pour les articles homonymes, voir Bénouville.
La rue Benouville est une voie du 16e arrondissement de Paris, en France.

## Situation et accès
La rue Benouville est une voie publique située dans le 16e arrondissement de Paris se trouvant au sein du quartier résidentiel de très haut standing dit « quartier de la Porte-Dauphine ». Elle abrite quelques hôtels particuliers parisiens historiques.
Elle débute au 32, rue Spontini et se termine au 35, rue de la Faisanderie. Orientée est-ouest, elle est à sens unique en direction de la rue de la Faisanderie.
Elle est desservie côté nord par la ligne 2 à la station Porte Dauphine et par la ligne C du RER à la gare de l'avenue Foch.

## Origine du nom
Elle porte le nom du peintre François Léon Benouville (1821-1859).

## Historique
Cette voie de la commune de Neuilly, alors dénommée « rue de Chabrol », est classée dans la voirie parisienne par un décret du 23 mai 1863 et prend sa dénomination actuelle par un décret du 10 février 1875.
C'est dans cette rue qu'est construit en 1880 le cirque Molier, du nom de son propriétaire qui y possède également un hôtel particulier. Lors des deux représentations annuelles, artistes et aristocrates se mélangent sur la piste, pour des numéros où les chevaux ont la part belle.

## Bâtiments historiques, remarquables et lieux de mémoire

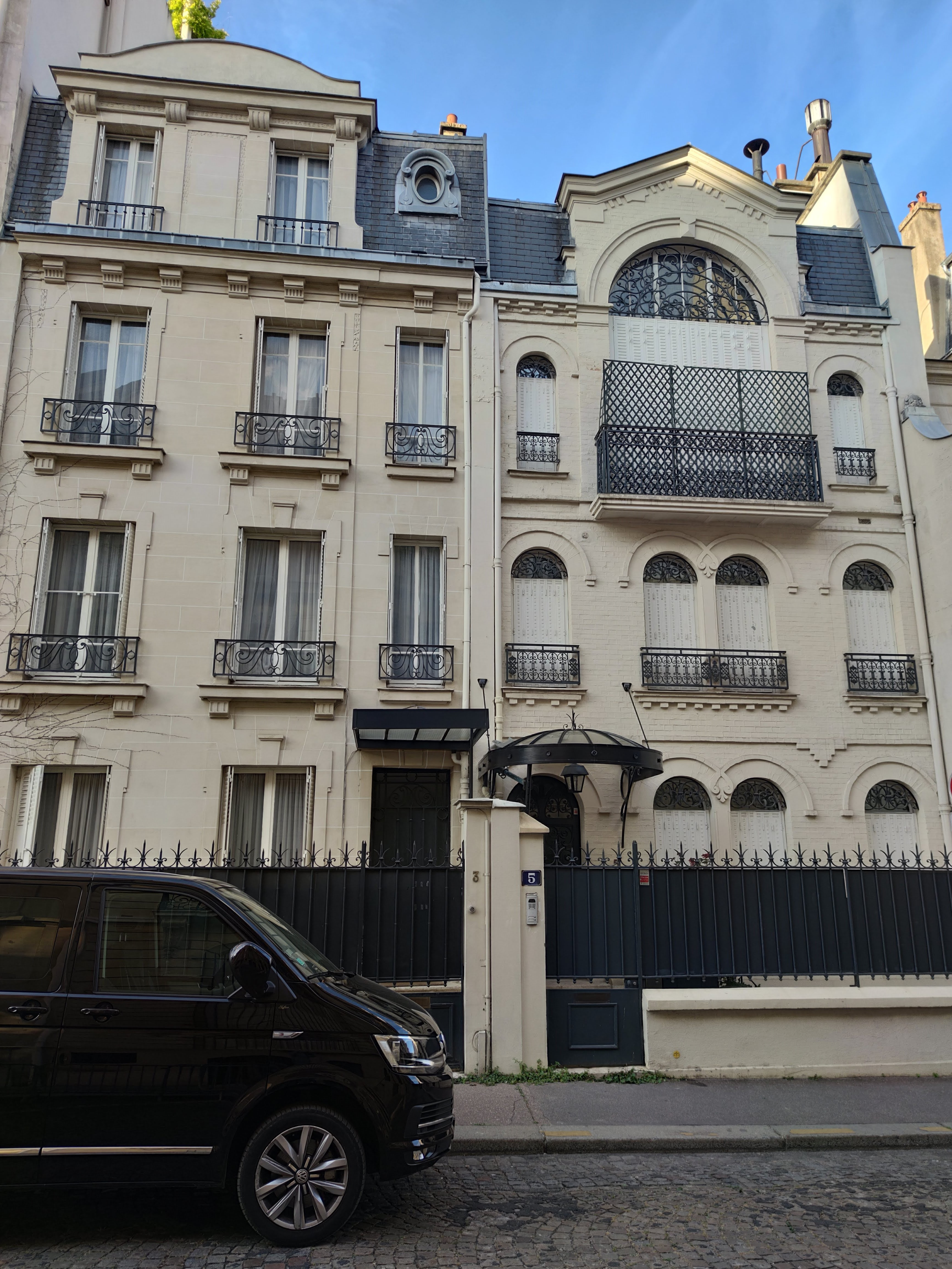
Nos 3 et 5.

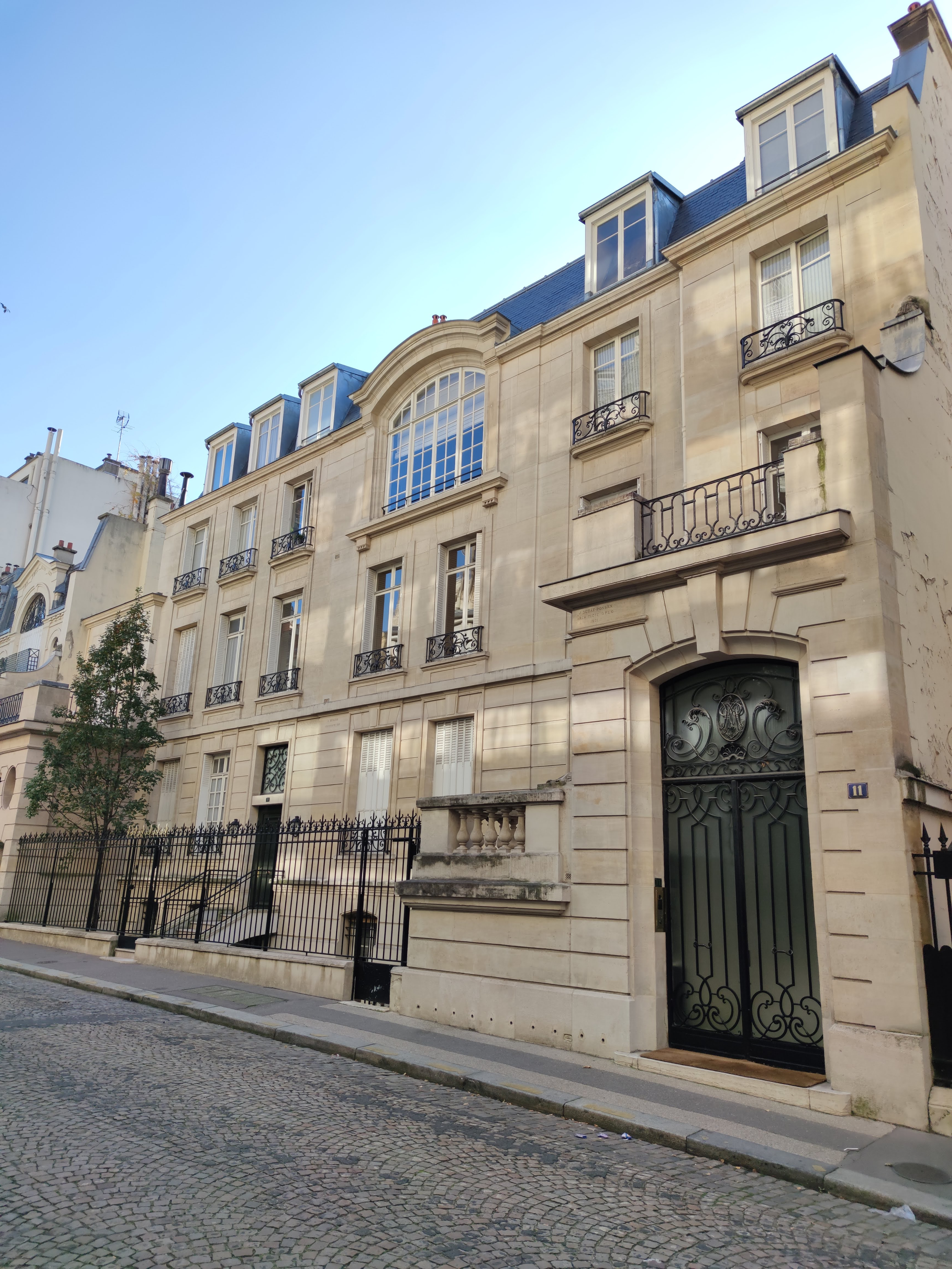
Nos 9 et 11.

- Nos 2 bis-4 : cet immeuble, construit par l'architecte Henri Grandpierre[3], signé en façade, abrite actuellement les locaux de l'ambassade de Malaisie en France.
- No 3 : hôtel particulier historique de la Belle Époque de deux étages carrés sur rez-de-chaussée, auxquels s'ajoute un étage de combles mansardés[4]. Il est construit dans les années 1890 dans le style Louis XIII pour Alexandre, comte de Linche de Moissac (1853-1938), homme de lettres et diplomate roumain, collectionneur d'art, membre d’une famille française de Provence dont une dernière branche avait fait souche en Valachie/Roumanie au XVIIIe siècle[5]. Le jardin avait été aménagé par Méry, paysagiste et jardinier en chef de l'Institut Pasteur de Paris. Le bâtiment connaît de profondes transformations après 1938. Il fut, pendant plus d'un demi-siècle et jusqu'à sa mort en juillet 2020, le domicile d'une des plus grandes stars de Hollywood, l'actrice britannique naturalisée américaine et française Olivia de Havilland[6]. Le bâtiment a été cédé depuis par les héritiers de la star à un particulier.
- Nos 6-8 : c'est à l'emplacement de cet immeuble moderne que se trouvaient le cirque Molier et l'hôtel particulier de son directeur.
- No 9 : immeuble en pierre de taille réalisé en 1885 par l’architecte André Bérard, signé en façade, en retrait sur la rue, précédé d’une cour et flanqué de deux porches symétriques. Le porche du no 7, non daté, est signé par les architectes Émile Molinié et Charles Nicod ; celui du no 11 date de 1921 et est l’œuvre de l’architecte Jacques Debat-Ponsan.
- No 11 : hôtel particulier construit en 1921 par l'architecte Jacques Debat-Ponsan, signé en façade ; ancienne résidence parisienne[7] de l'ancien président de la République Valéry Giscard d'Estaing, où il vécut près de 60 ans. Cet hôtel particulier de 1 226 m2, avec un jardin de 500 m2 et une terrasse de 42 m2, est acheté en 1984 pour la somme de 6,5 millions de francs. En septembre 2022, l’hôtel est racheté par l'homme d'affaires Charles Beigbeder au prix de 19 millions d’euros[8] puis revendu en 2024 pour la somme de 23 millions d’euros à l’Arménie, ce pays ayant l’intention d’y établir son ambassade[9].

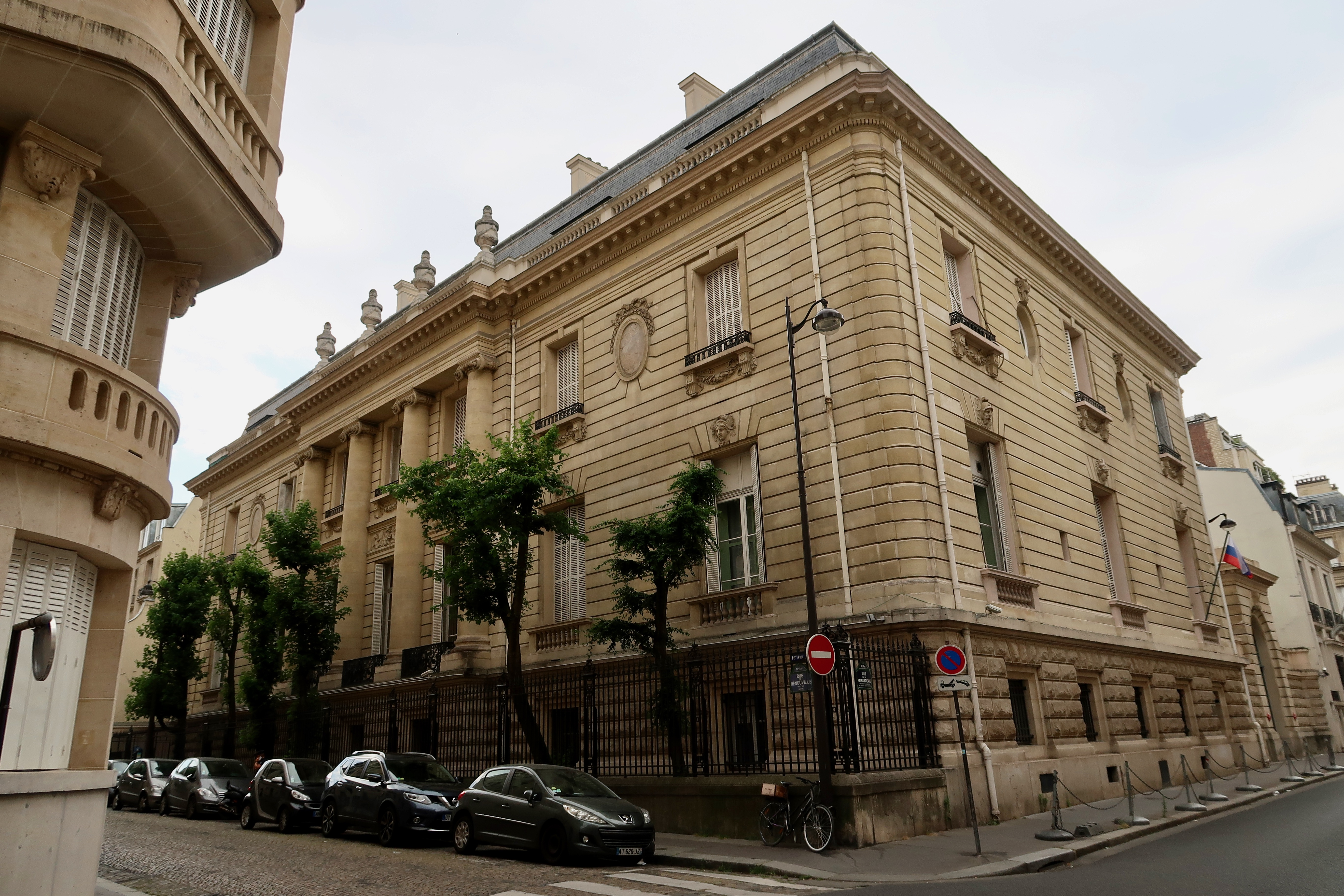
Vue de l'hôtel Hériot.

- No 13 (rue de Bénouville angle et 41-49, rue de la Faisanderie) : ancien hôtel particulier de la famille Hériot, propriétaire des Grands Magasins du Louvre, construit par l'architecte danois Georges Tersling en 1905. Il est distingué au Concours de façades de la ville de Paris. La construction se développe amplement sur les deux rues. L'entrée principale donnant sur la rue de la Faisanderie s'ouvre par un porche de grandes dimensions, encastré dans un monumental arc de pierre. Un avant-corps à marquise vitrée relève la façade sur la cour d'honneur. Le long de la rue Bénouville, rehaussé par un soubassement à bossage, un vaste portique d'ordre colossal ionique marque une légère avancée centrale. Quatre vases ornementaux dominent le tout. La façade à refends est décorée de médaillons, guirlandes, mascarons et bas-reliefs de Ferdinand Faivre. Le style unitaire de l'ensemble est une réminiscence de l'architecture française de la seconde moitié du XVIIIe siècle. Il abrite actuellement la représentation commerciale de Russie[4].

### Bâtiment démoli

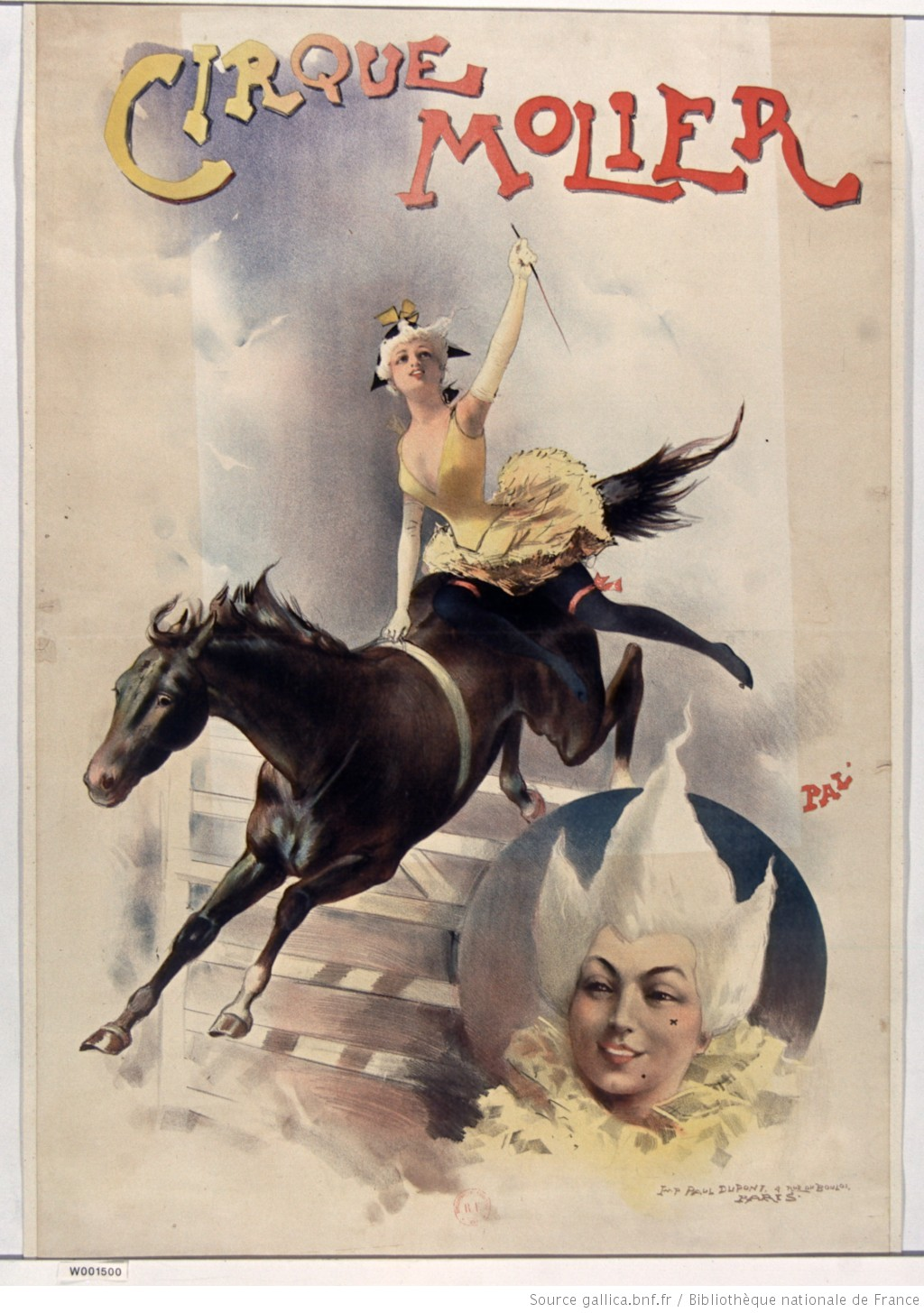
Affiche du cirque Molier.

- Cirque privé d’Ernest Molier ; le bâtiment, qui peut contenir environ 400 personnes, est édifié sur un terrain contigu à l’hôtel particulier de son propriétaire au n° 6. Initialement construit entièrement en bois, il ne compte qu’un dégagement : un couloir si étroit qu’on y entre en file indienne. Du côté gauche se trouvent les écuries, qui abritent une dizaine de chevaux, et on longe, sur le côté droit, les granges. On accède aux loges, dans la salle de représentation, par des échelles qu’il faut retirer sitôt les derniers spectateurs installés. La première représentation du cirque a lieu le 21 mars 1880, sous la présidence du prince de Sagan. Chaque année ou presque, Ernest Molier (1848-1933) y donne trois galas, qui font courir le Tout-Paris. Les artistes qui se produisent à cette occasion sont tous des amateurs et ont également pour point commun d’appartenir à l’aristocratie française.

En 1897, le bâtiment est entièrement détruit par le feu.
Le cirque Molier ouvre ses portes de 1880 à 1933, pendant 53 ans, jusqu’à la mort de son propriétaire. Ernest Molier, alors âgé de presque quatre-vingt-dix ans, participe à la dernière représentation, en apparaissant à cheval sur la piste, un mois avant sa mort.
En 1935, un théâtre hindou s’installe dans l’ancien cirque Molier.